# Elizabeth Twining
Elizabeth Twining (Twickenham, 1805-1889)fue una pintora, autora e ilustradora botánica británica. Esta última fue su faceta más reconocida, cuyas obras se compilaron en la publicación titulada Illustrations of the Natural Order of Plants (Ilustraciones del orden natural de las plantas) entre 1849 y 1855, material de referencia para el estudio de la botánica. Heredera de la familia de comerciantes de té Twinings, también fue conocida por su faceta filantrópica.

## Biografía
Elizabeth Twining nació en 1805 en Twickenham, localidad situada en el suroeste de Londres, en la familia de comerciantes de té Twinings. Fue una de los nueve hijos de Elizabeth Mary (de soltera Smythies) y Richard Twining. Elizabeth era hermana mayor de la reformadora social Louisa Twining. Creció en Londres donde recibió una educación integral que incluía instrucción en arte y dibujo, teniendo como fuente de inspiración la revista Botanical Magazine de Curtis y los jardines de la Real Sociedad de Horticultura en Chiswick. Comenzó a dibujar plantas y flores, y practicó haciendo bocetos de obras de la Dulwich Picture Gallery. Bajo el patrocinio de su padre, tuvo la oportunidad de visitar museos de renombre enriqueciendo su formación artística y ampliando su conocimiento del mundo natural.
Twining fue una prolífica autora e ilustradora que dedicó gran parte de su labor al campo de la botánica. Su obra más reconocida es Ilustraciones del orden natural de las plantas, compuesta por dos volúmenes publicados en 1849 (volumen I) y 1855 (volumen II). Esta publicación incluía 160 litografías coloreadas a mano en tamaño folio, las cuales, según se indica, se basaban en observaciones realizadas en el Real jardín botánico de Kew y en Lexden Park en Colchester. En 1868, se publicó una edición en formato cuartilla, con ilustraciones cromolitografiadas que ofrecían una alternativa más económica. Un aspecto innovador de la obra de Twining reside en la organización de las ilustraciones siguiendo el sistema de clasificación del botánico Augustin Pyrame de Candolle, una propuesta novedosa en la época.
La abreviatura de autor «Twining» se utiliza para indicar la autoría de Elizabeth Twining cuando se cita un nombre botánico en la descripción y clasificación científica de las plantas.
La mayor parte de su obra artística original se encuentra actualmente en la colección del Museo Británico.
Elizabeth Twining habitó en la antigua residencia familiar de Dial House, ubicada en Twickenham. Tras su fallecimiento en 1889, legó la propiedad al pueblo de Twickenham para que fuera utilizada como vicaría y fue sepultada en el cementerio de esa localidad.

## Otras actividades
Twining se distinguió por su notable labor filantrópica, dedicando su tiempo y recursos a mejorar la vida de las personas más desfavorecidas.
Fundó y dirigió un salón de templanza en Portugal Street en Holborn, Londres; renovó las casas de beneficencia parroquiales cerca de su casa en Twickenham, acción que le valió una placa conmemorativa en la iglesia de Santa María de Twickenham; y, después de una larga asociación con el King's College Hospital, fundó el St John's Hospital dedicado a brindar atención médica gratuita a las personas con menos recursos.
Fue la creadora de las "reuniones de madres" en Londres, espacios donde se brindaba apoyo y educación a mujeres en situación de vulnerabilidad. Su experiencia en estas reuniones la llevó a escribir Diez años en una escuela irregular y Lecturas para reuniones de madres.
También contribuyó a la fundación del Bedford College for Women, una institución pionera en la educación superior femenina impulsada por Elizabeth Jesser Reid.

## Galería

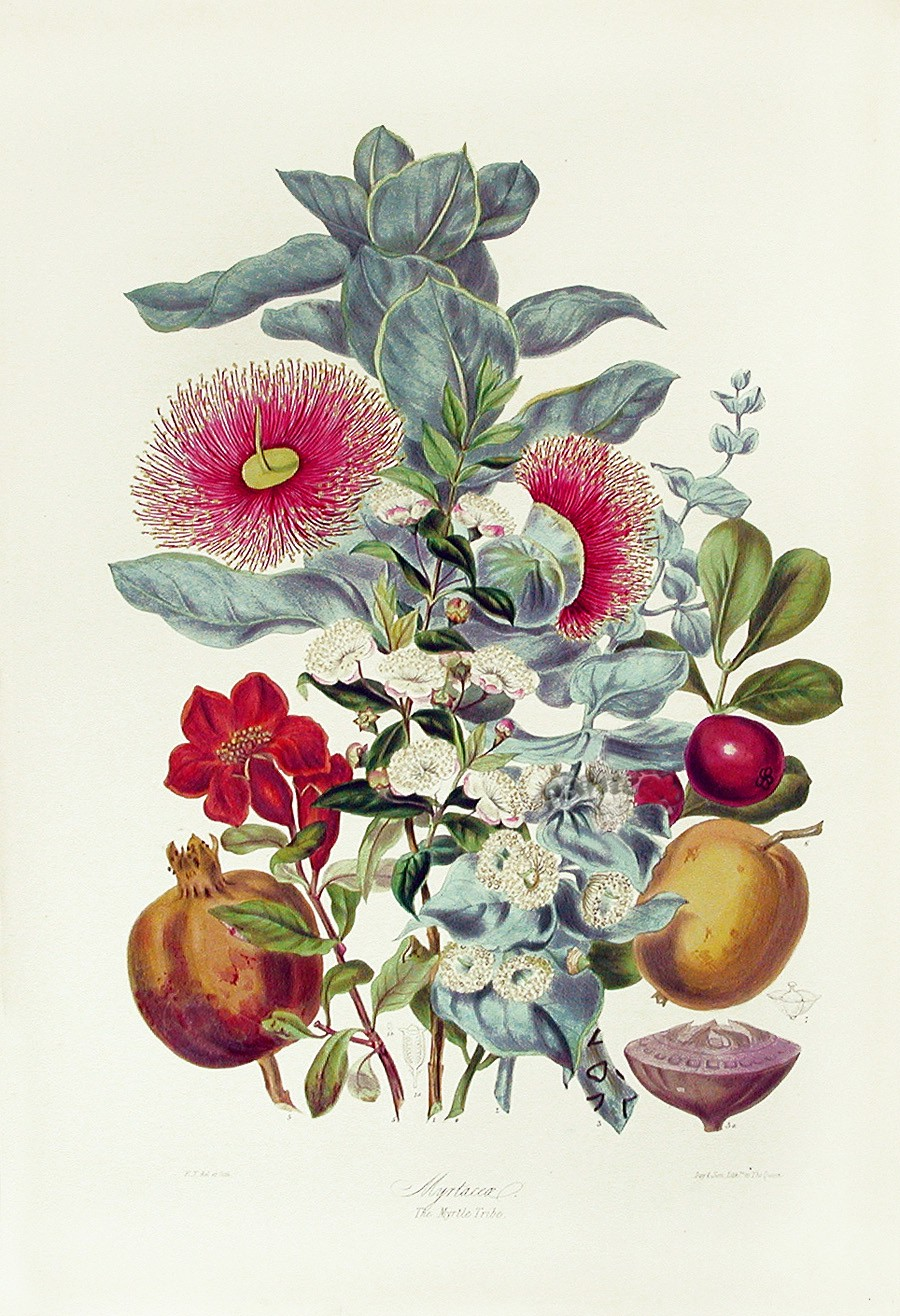
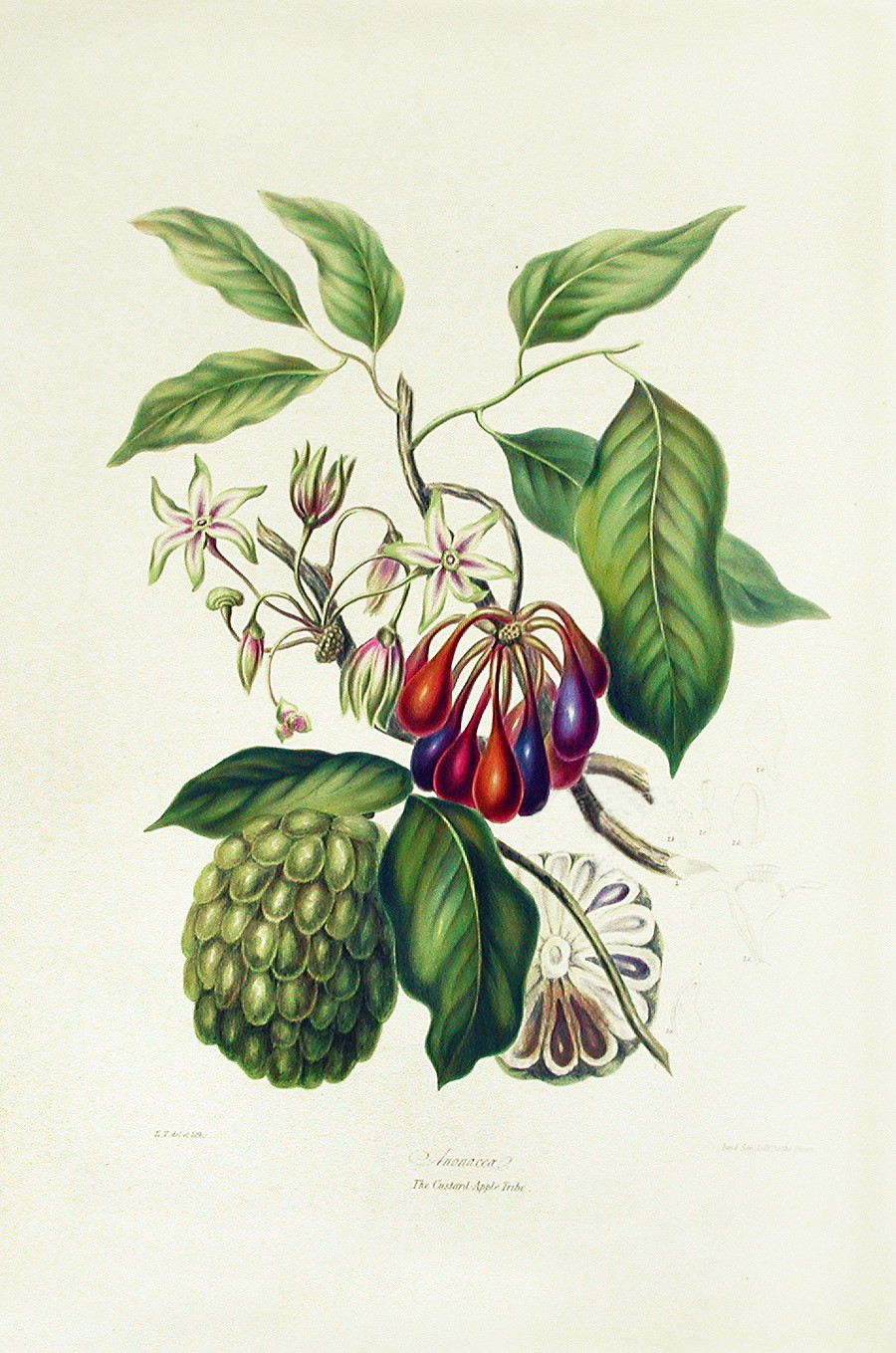
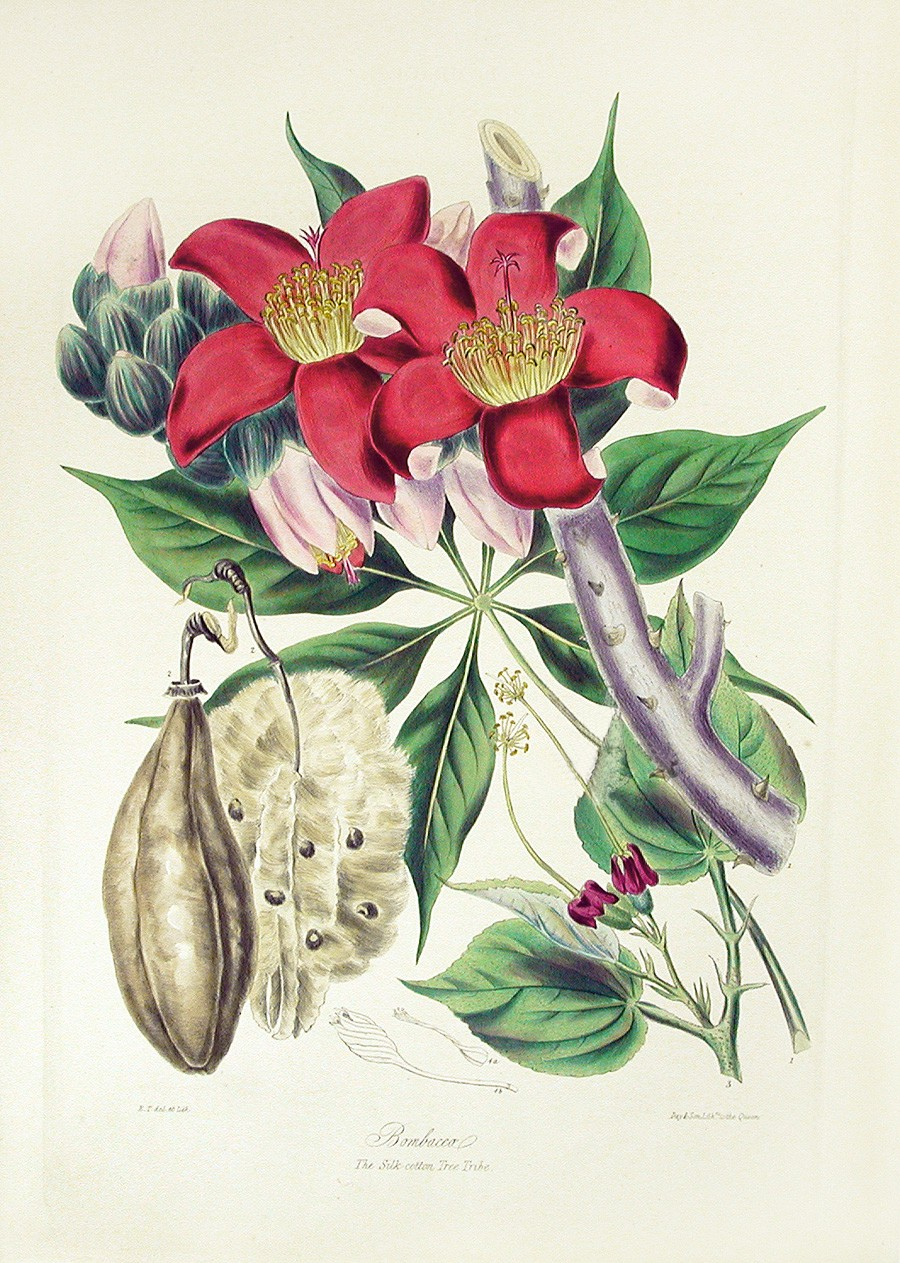
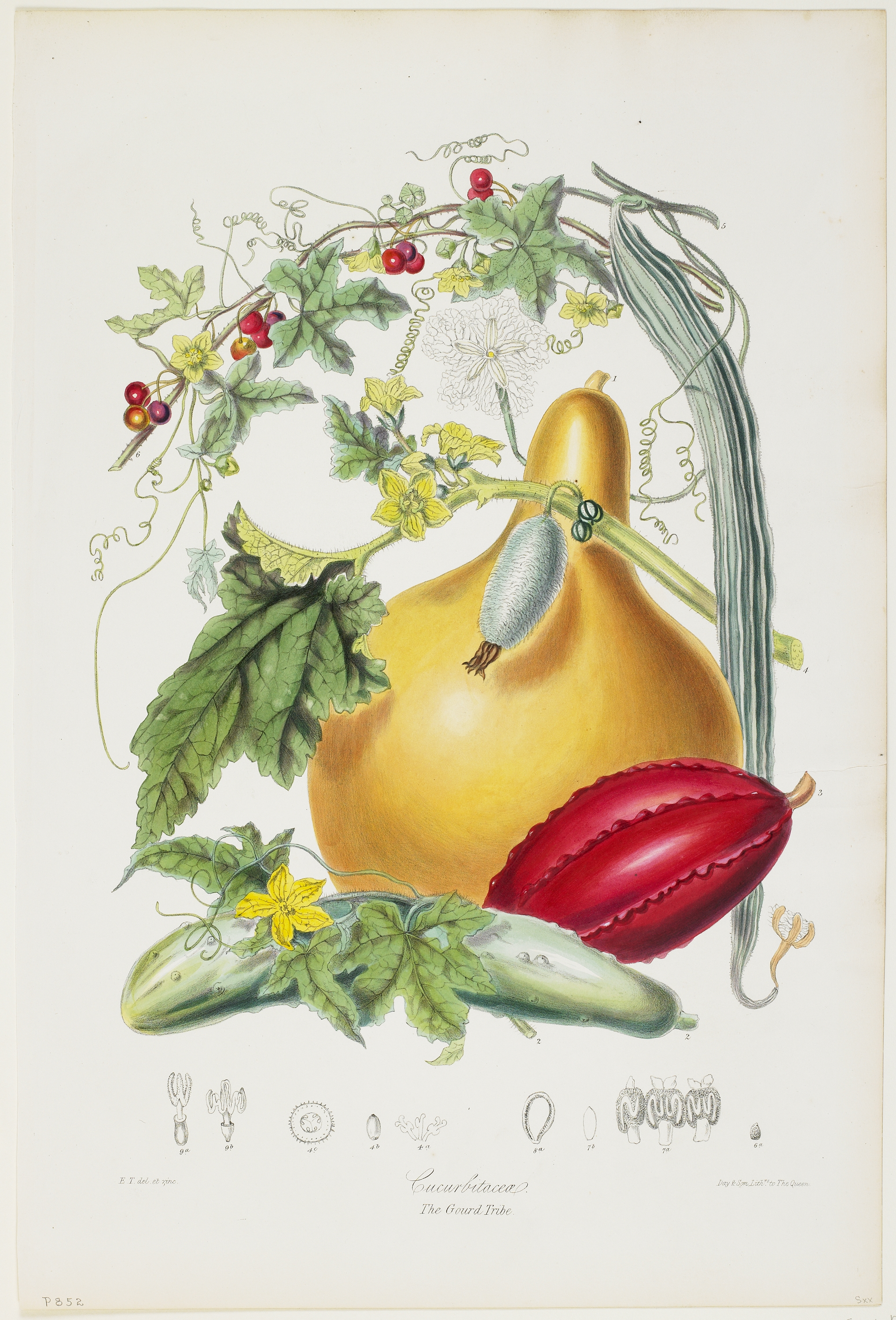
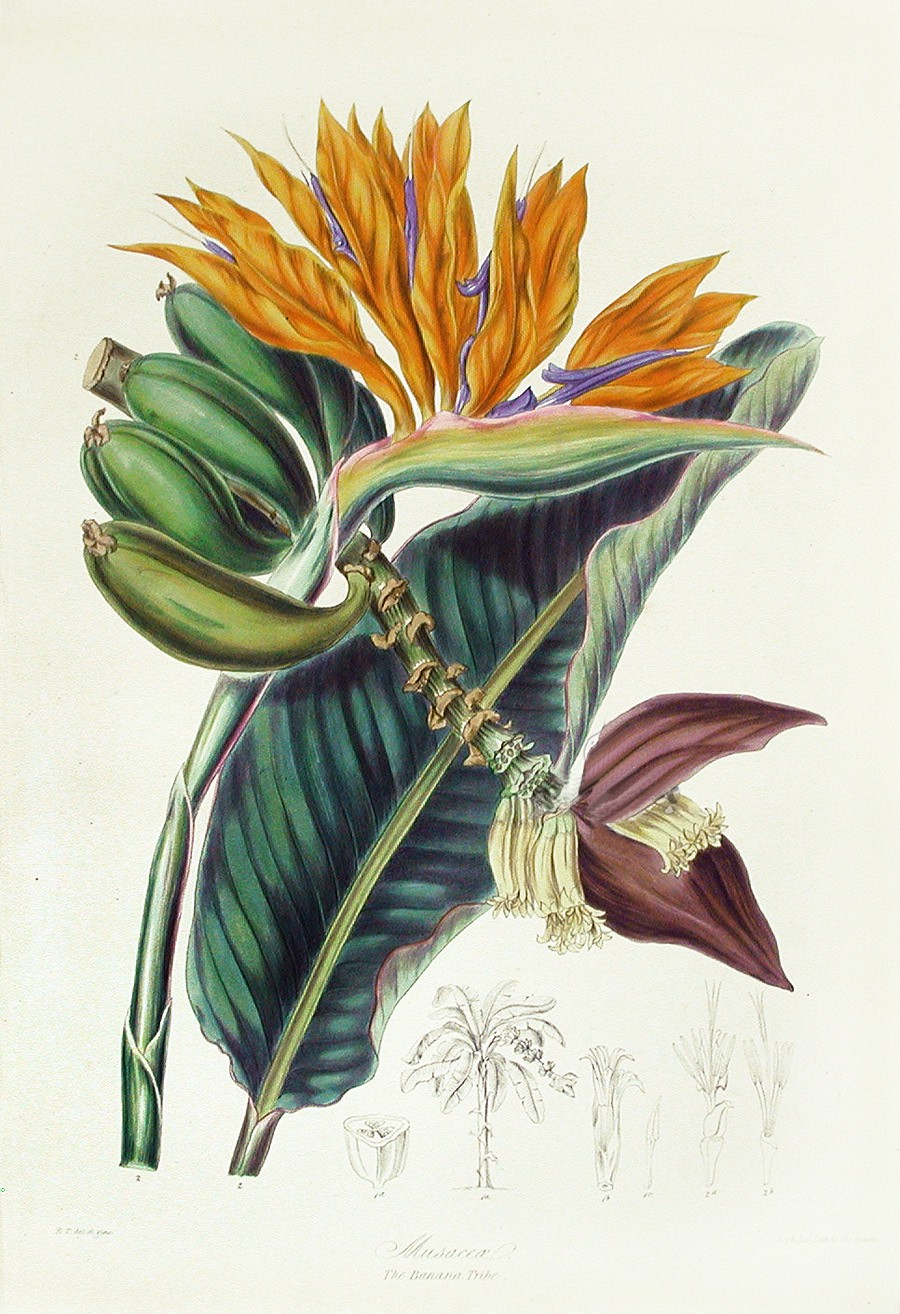
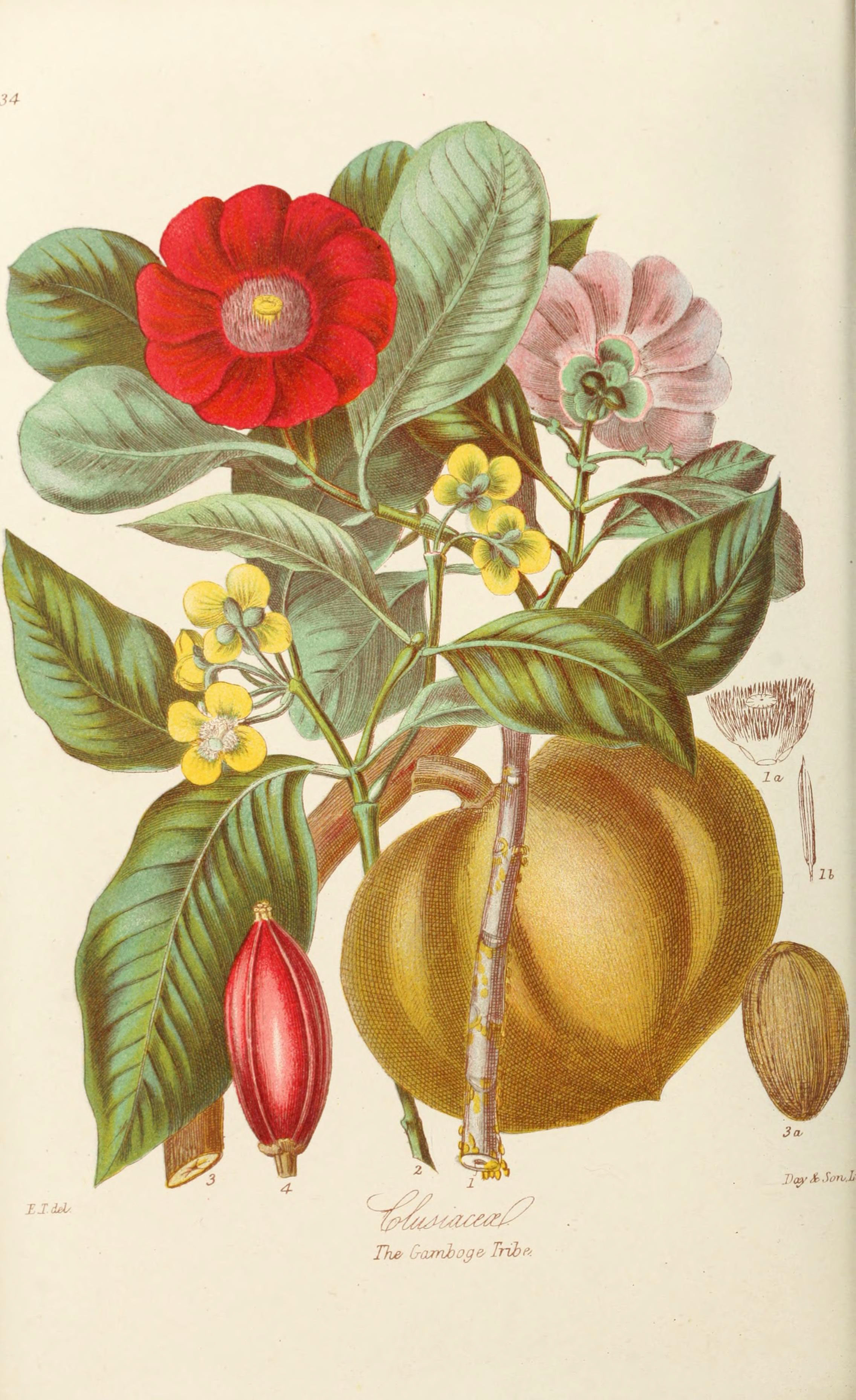
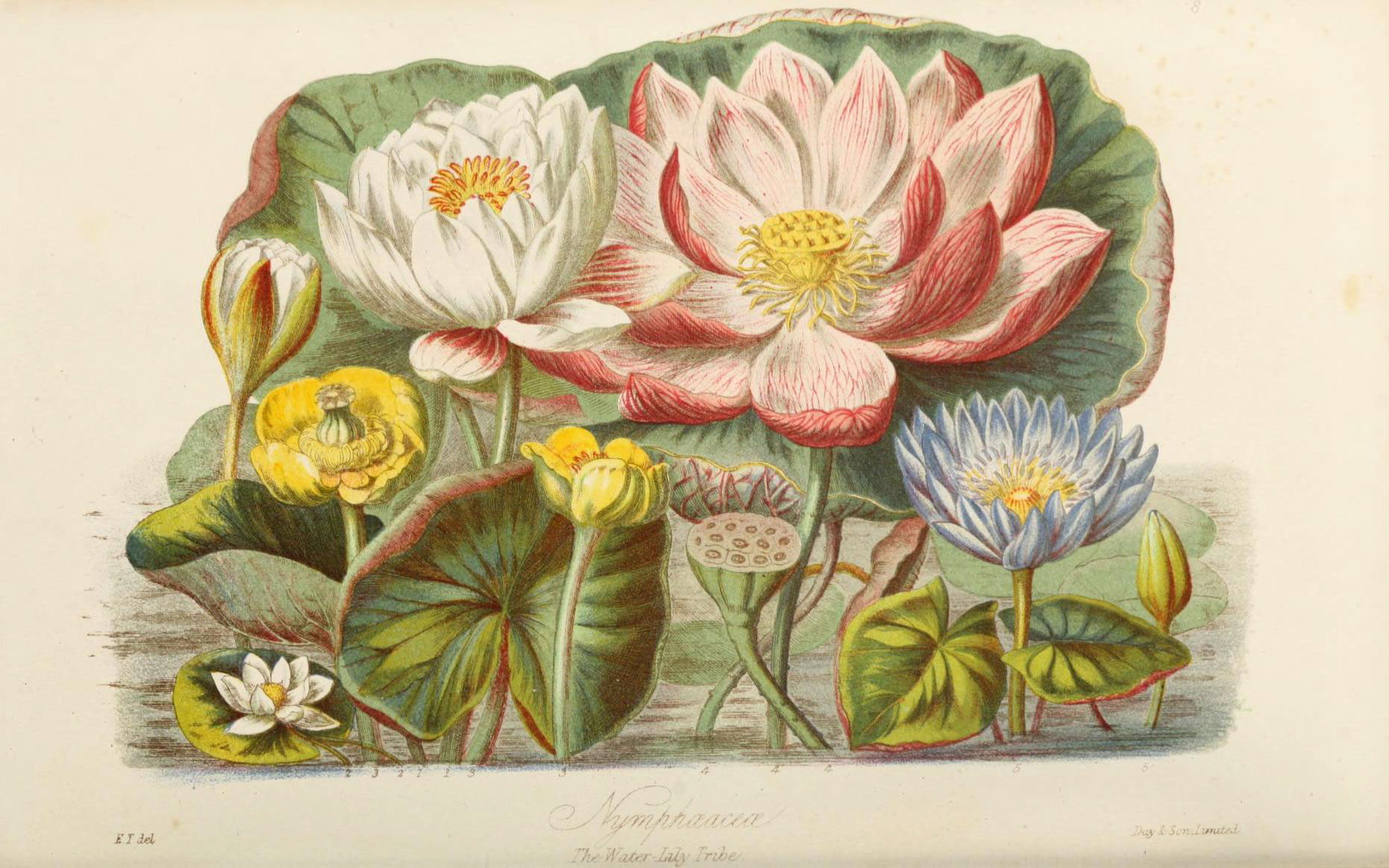